# Audru (plaats)
Audru (Duits: Audern) is een plaats in de Estlandse provincie Pärnumaa, behorend tot de gemeente Pärnu. Audru heeft de status van alevik (vlek).
Tot 1 november 2017 was Audru de hoofdplaats van de landgemeente Audru (Estisch: Audru vald). Op die datum werd de gemeente bij de gemeente Pärnu gevoegd.

## Bevolking
De plaats had 1492 inwoners op 31 december 2011 en 1480 inwoners op 31 december 2021.

## Geschiedenis
Audru werd voor het eerst genoemd in 1449 als landgoed onder de naam Auder. De Kerk van het Heilige Kruis (Püha Risti kirik) in Audru werd gebouwd in 1680 in opdracht van Magnus Gabriel de la Gardie. De altaarschildering ‘Christus aan het kruis’ van de hand van Gustav Biermann dateert van 1872.
Het landgoed, dat oorspronkelijk aan de kerk toebehoorde, kwam in 1627 in particuliere handen. Vanaf 1807 was het in het bezit van de familie Pilar von Pilchau. In 1919 werd het door de Republiek Estland onteigend.
Op het eind van de 18e eeuw liet de eigenaar een houten landhuis bouwen. In de vroege jaren vijftig van de 20e eeuw is het afgebroken. Een paar bijgebouwen zijn bewaard gebleven.
In 1977 kreeg Audru de status van alevik (vlek).